# Anne Golon
Œuvres principales
- Angélique

Simonne Changeux dite Anne Golon, née le 17 décembre 1921 à Toulon et morte le 14 juillet 2017 au Chesnay, est une romancière française, auteur de la série des romans Angélique.
Publiée en 13 épisodes, cette épopée a été traduite en une trentaine de langues et s'est vendue dans le monde entier à une centaine de millions d'exemplaires entre 1957 et 1985.

## Biographie
Anne Golon, de son vrai nom Simonne Changeux, est née en 1921 à Toulon. Elle est la fille d'un capitaine de vaisseau. Elle passe son enfance à Cherbourg et sa jeunesse à Versailles, où elle écrit à 18 ans son premier livre, Au Pays de derrière mes yeux, sous le pseudonyme de Joëlle Danterne. Suivent plusieurs romans d'aventures : Master Kouki, Le Caillou d'Or, La Patrouille des Saints Innocents, Alerte au Tchad, sous divers pseudonymes (Joëlle Danterne et Anne Servoz en particulier). Fondatrice du magazine France 1947 (devenu plus tard France Magazine), elle y écrit articles, nouvelles, romans et y fait engager quelques auteurs dont Jean-Louis Foncine. Elle écrit aussi pour le cinéma Mamans de secours et La Femme en rouge et participe aux tournages.
En 1947, reporter indépendant en Afrique, elle retrace dans le film Notre-Dame du Congo la construction de la basilique Sainte-Anne du Congo à Brazzaville.
En 1948, son premier roman Master Kouki, obtient le prix Guy de Larigaudie.
Suit une expédition contre la maladie du sommeil lors de laquelle elle rencontre en brousse l'ingénieur des mines Vsevolod Sergueïevitch de Goloubinoff. « Parlant onze langues, cultivé, ce géologue et chimiste de renom prospecte des mines d'or en Asie et en Afrique ». Il vient de publier sous le nom de Serge Golon un livre de souvenirs écrit avec un autre auteur. Elle s'éprend de cet homme peu banal, plus âgé qu'elle, et il sera le père de ses quatre enfants.
De retour en France, logeant à Versailles, ils écrivent ensemble articles et récits biographiques publiés dans les journaux ou dans la collection Signe de Piste, publiés soit sous son seul nom (Les Géants du Lac) ou sous celui d'Anne et Serge Golon (Le Cœur des Bêtes sauvages).
En 1952, aidée pour les recherches par son mari, Anne Golon entreprend un roman historique sur le XVIIe siècle qui retrace la vie de son héroïne fictive Angélique, surnommée Marquise des Anges, contemporaine de Louis XIV. Angélique paraît d'abord en 1956 en Allemagne, sous le nom d'Anne Golon, puis l'année suivante dans France-Soir, sous le nom d'Anne et Serge Golon, puis en 1958 aux États-Unis, sous celui de Sergeanne Golon. 13 tomes de cette saga historique paraissent entre 1953 et 1985 et font l'objet de traductions en plus de 20 langues. Entre 1964 et 1968, les aventures de l'héroïne sont adaptées au cinéma dans cinq films Angélique, réalisés par Bernard Borderie,. « Sous couvert de roman d'aventure, la saga est une œuvre initiatique, parlant de liberté de foi, de vie, combattant de bout en bout le fanatisme religieux », dit aujourd'hui sa fille Nadine.
En 1959 la famille s'installe à Crans-Montana en Suisse. Après une dernière mission géologique en Afrique, Serge Golon devient peintre en 1961, art qu'il exerce jusqu'à sa mort en 1972.
Dans les années 1990, elle entre en conflit avec son éditeur Hachette pour faire réévaluer le montant des droits qu'il lui verse. En 1995, le tribunal de Paris condamne la maison à lui rétrocéder 50 % et non 30 % de ses droits,. Le conflit juridique se termine en 2004.
Anne Golon écrit alors la suite de l'histoire d'Angélique, tout en reprenant la série depuis le début, après avoir constaté que les anciennes maisons d'édition avaient coupé et changé des parties de son texte original. Elle y ajoute également de nouveaux développements. Six tomes de cette nouvelle série Angélique augmentée paraissent aux Éditions de l'Archipel.
Angélique est, par ailleurs, adapté en comédie musicale, en opéra et en manga,.
Elle meurt le 14 juillet 2017 au Chesnay,.

## Décorations
- Officier de l'ordre des Arts et des Lettres (2010)[14] des mains de Frédéric Mitterrand, ministre de la Culture

## Publications

### Angélique
Livres d'Anne Golon de la série Angélique publiés sous divers pseudonymes (Anne Golon, Anne et Serge Golon, Sergeanne Golon) :

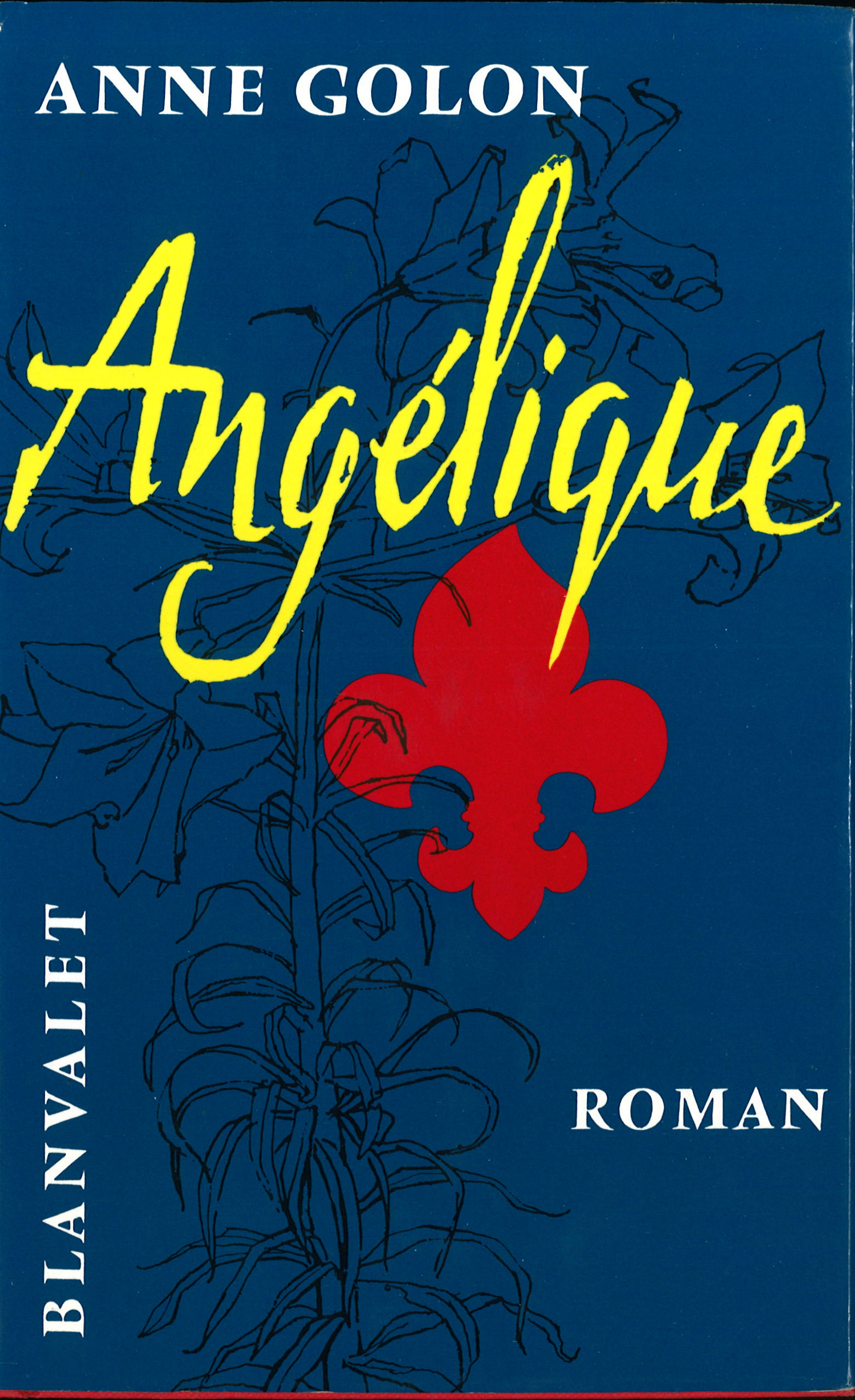
Angélique, Marquise des anges, édition allemande 1956

- Angélique (1956) / Angélique, marquise des anges (1957)
- Le Chemin de Versailles (1958)
- Angélique et le roy (1959)
- Indomptable Angélique (1960)
- Angélique se révolte (1961)
- Angélique et son amour (1961)
- Angélique et le nouveau monde (1964)
- La Tentation d'Angélique (1966)
- Angélique et la démone (1972)
- Angélique et le complot des ombres (1976)
- Angélique à Québec (1980)
- Angélique, la route de l'espoir (1984)
- La Victoire d'Angélique (1985)

Réédition, revue et corrigée par la romancière, publiée par L'Archipel (2010) : 
- Tome 1 : Angélique, marquise des Anges
- Tome 2 : Angélique, la fiancée vendue
- Tome 3 : Angélique, les fêtes royales
- Tome 4 : Angélique, le supplicié de Notre-Dame
- Tome 5 : Angélique, ombres et lumières
- Tome 6 : Angélique, le chemin de Versailles

### Joëlle Danterne
Sous le nom de Joëlle Danterne :
- Au pays de derrière mes yeux
- Le Caillou d'or
- Master Kouki
- La Patrouille des Saints Innocents
- La Caisse de Limba
- Alerte au Tchad

### Films, scénarios
- La Femme en rouge
- Mamans de secours
- Notre-Dame du Congo

### Avec Serge Golon
- Les Géants du Lac
- Le Cœur des Bêtes Sauvages
- Cartouche
- La Duchesse de Chevreuse
- Savorgnan de Brazza
- Raspoutine

et quelques autres biographies de personnages célèbres.